# 비룡 (요리왕 비룡)
《비룡》은 요리왕 비룡의 주인공으로, 성우는 구판에서 타나카 마유미/최수민, 더 마스터에서는 후지와라 나츠미/장미. 원판이름은 "류마오싱 劉昴星(유묘성)."

## 소개
본 작품의 주인공. 사천 지방의 유명 음식점인 국하루(菊下樓)의 유명한 주방장인 미령(くにすず ちん, 陳邦鈴)의 아들. 어릴 적부터 어머니의 요리를 맛보고 자라 뛰어난 미각과 요리실력을 쌓았다. 미령의 사후 국하루 주방장의 자리를 놓고 사형인 장풍(ショウアン, 紹安)과 요리대결을 펼치며 두각을 나타낸다. 이후 원조대인의 주선으로 광주의 일류 음식점인 양천주가(陽泉酒家)에 들어가 수석 주방장인 장룡(周瑜)의 지도를 받으며 사상 최연소로 특급 요리사 자격을 획득하여 유명해진다. 이후 암흑 요리계와 전설의 조리기구를 놓고 치열한 대결을 벌인다.